# 谢达亚河
谢达亚河（俄语：Река Седая）或大南岔河（俄语：Река Тананча）是滨海边疆区卡瓦列罗沃区的河流，源起锡霍特山脉雅库特山，长25公里，在距河口46公里处注入多罗日纳亚河。

## 引用
1. ↑  А·П·穆拉诺夫. . 列宁格勒: 气象出版社. 1966 （俄语）.
2. ↑  . 列宁格勒: 气象出版社 （俄语）.
3. ↑  Т·А·基谢尔科瓦娅. . 列宁格勒: 气象出版社. 1977 （俄语）.
4. ↑  . Verumwiki.   [2024-01-04]. （原始内容存档于2024-01-04） （俄语）.